# Seagoville
Seagoville város az USA Texas államában, Dallas és Kaufman megyében. Lakosainak száma 18 446 fő (2020. április 1.).

## Népesség
A település népességének változása:

| 2010 | 14 835 |
| 2020 | 18 446 |